# Ponthieva trilobata
Ponthieva trilobata är en orkidéart som först beskrevs av Louis Otho Otto Williams, och fick sitt nu gällande namn av Louis Otho Otto Williams. Ponthieva trilobata ingår i släktet Ponthieva och familjen orkidéer. Inga underarter finns listade i Catalogue of Life.